# 翁佐
翁佐（義大利語：Onzo），是意大利萨沃纳省的一个市镇。总面积8.23平方公里，人口224人，人口密度27.2人/平方公里（2009年）。ISTAT代码为009043。